# Equinox (zespół muzyczny)
Equinox – zespół muzyczny, reprezentant Bułgarii w Konkursie Piosenki Eurowizji w 2018 w Lizbonie.

## Skład zespołu

### Żana Bergendorff
Urodziła się w 1985 w Sofii. Zaczęła śpiewać w wieku 7 lat. W wieku 18 lat przeniosła się do Korei Południowej, by rozwijać karierę. W 2010 przeniosła się do Danii. Wystąpiła w duńskiej wersji X Factor, a w 2013 w drugim sezonie bułgarskiego X Factor, który wygrała. W konkursie Radia BG 2015 zdobyła nagrodę za Bułgarski Debiut Roku, została też Kobietą Roku 2014 magazynu „Grazia”. W 2014 i 2015 znalazła się na liście najbardziej wpływowych ludzi w Bułgarii ogłoszonej przez Forbes Bulgaria. Mówi po bułgarsku, angielsku, koreańsku i duńsku. Jest jedną z najważniejszych i bardziej kontrowersyjnych bułgarskich artystek.

### Georgi Simeonow
Artysta znany jako JJ (Джей Джей) to piosenkarz, autor tekstów i producent wokalny. Zaczął śpiewać w wieku 3 lat. W wieku 16 lat zadebiutował w bułgarskim boys bandzie O32. W 2009 zaczął uczyć śpiewu popowego, soul i RnB, prowadził kursy śpiewu w Sofii i Płowdiwie. W 2013 zaczął karierę solową. Pracował jako producent albumów najważniejszych bułgarskich artystów muzycznych. Co roku wraz z uczniami organizuje koncerty charytatywne na rzecz dzieci chorych na cukrzycę, chorych na raka, dzieci z niepełnosprawnością, dzieci w spektrum autyzmu i z dziecięcym porażeniem mózgowym. W 2014 wziął udział w The Voice of Summer Tour, a później także w ostatniej edycji rumuńskiego X Factor.

### Włado Michaiłow
To bułgarski piosenkarz, autor tekstów i aktor oraz frontman popularnych bułgarskich zespołów Safo i Sleng. W Konkursie Piosenki Eurowizji 2017 był częścią bułgarskiej delegacji jako wokalista wspierający Kristiana Kostova. Zagrał w kilkudziesięciu filmach. Jest współautorem i współproducentem wszystkich piosenek zespołu Sleng, a także autorem piosenek wielu bułgarskich artystów. Odebrał jedną z głównych ról w bułgarskiej wersji musicalu Mamma Mia!. Pracował jako aktor dubbingowy w bułgarskim dubbingu filmów animowanych: Kraina Lodu, Zaplątani czy Muppety.

### Johnny Manuel
Pochodzi z Flint w stanie Michigan w Stanach Zjednoczonych. W wieku 14 lat koncertował z N Sync. Jego wykonanie piosenki „I Have Nothing” Whitney Houston w programie America's Got Talent 2017 (po Złotym Przycisku od sędziego gościa Seala dotarł do półfinałów) uzyskało 270 milionów odsłon w mediach społecznościowych. Później wydał dwa single. Wraz z Symphonix International rozpoczął pracę nad debiutanckim albumem. Był finalistą 9. sezonu The Voice Australia.

### Trey Campbell
Jest autorem piosenek z Los Angeles i jednym z kompozytorów piosenki „Bones”, z którą Equinox wystąpił na Eurowizji. Pisał muzykę dla artystów takich jak Dua Lipa, Bebe Rexha, Julie Bergan, John Legend, Noah Cyrus, Kim Cesarion, BANKS, Hailee Steinfeld, Sofia Carson, Céline Dion, Jordan Fisher, Guy Sebastian, Lauren Jauregui, Adam Lambert, INNA i Alexandra Stan.

## Kariera

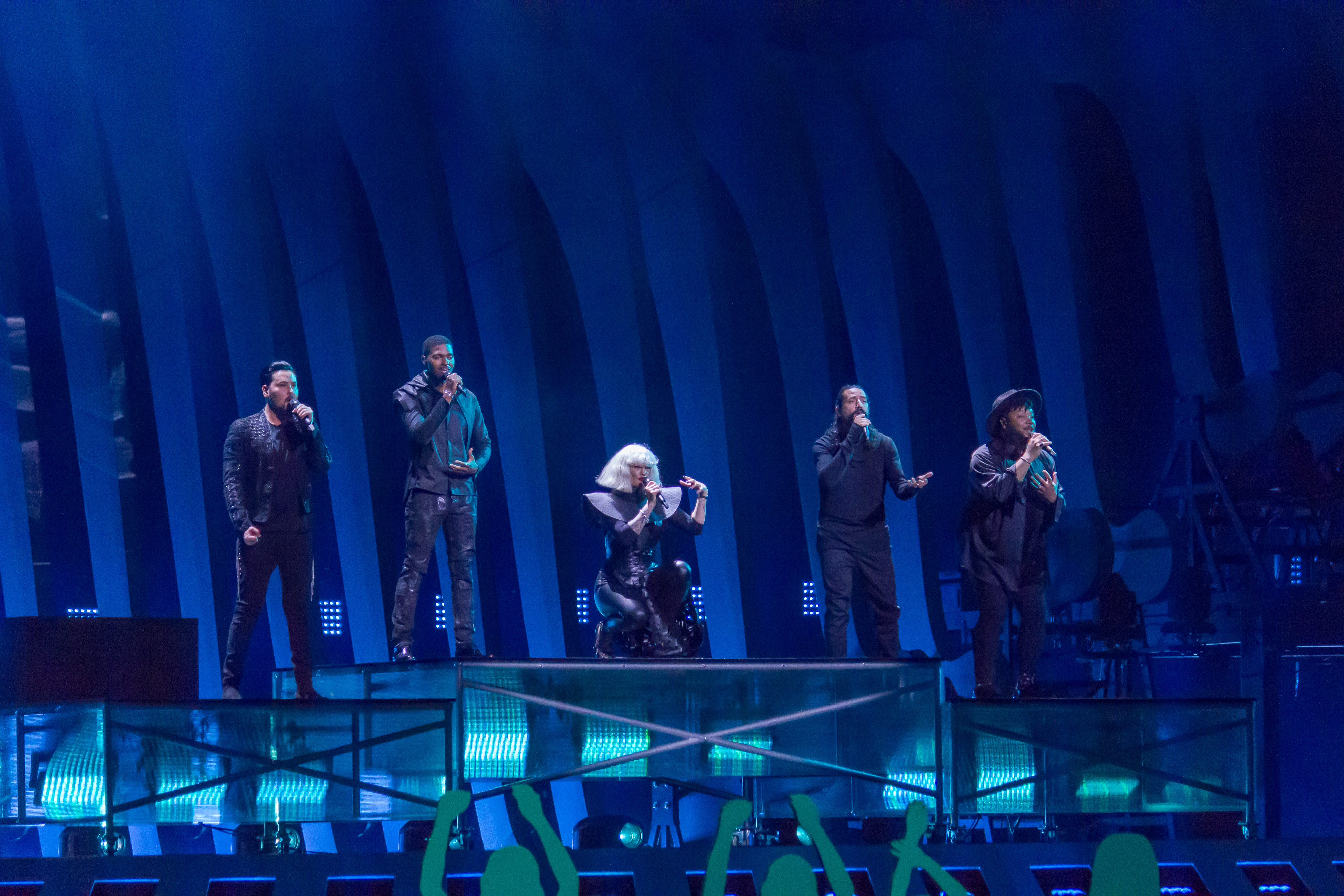
Equinox podczas próby przed pierwszym półfinałem Konkursu Piosenki Eurowizji 2018 w Lizbonie

### Konkurs Piosenki Eurowizji 2018
W dniu 12 marca 2018 Bułgarska Telewizja Narodowa ogłosiła, że Equinox będzie reprezentować Bułgarię w Konkursie Piosenki Eurowizji 2018. Piosenka „Bones” została wybrana z 202 zgłoszeń i 13, które znalazły się w finale krajowych prelekcji. Wyprodukowała ją Symphonix International, firma odpowiedzialna za przygotowanie Bułgarii do Eurowizji 2016 i 2017 (odpowiednio 4. i 2. miejsce). Piosenkę skomponowali Borisław Milanow, Trey Campbell, Joacim Persson i Dag Lundberg. Zespół Equinox powstał specjalnie na cele konkursu. Piosenka „Bones” zakwalifikowała się do finału, w którym zajęła 14. miejsce (166 punktów). Kilka dni po finale zespół ogłosił, że będzie kontynuować działalność po podpisaniu kontraktu z Universal Music Group. Jednak od czasu konkursu grupa nie jest aktywna, a jej członkowie i członkini kontynuują karierę solową.
Equinox był pierwszym bułgarskim zespołem, który podpisał kontrakt z Universal Music Group.

## Dyskografia

### Single
| Tytuł   | Rok  | Najwyższa pozycja na liście | Najwyższa pozycja na liście |
| Tytuł   | Rok  | BUŁ                         | SWE Heat.                   |
| ------- | ---- | --------------------------- | --------------------------- |
| "Bones" | 2018 | 3                           | 4                           |